# Latinska unionen

Latinska unionens medlemsstater

Latinska unionen är en internationell organisation för länder där romanska språk talas. Dess syfte är att värna det gemensamma arvet och de olika identiteterna i de latinska länderna. Den bildades 1954 i Madrid av tolv länder. Numera ingår 37 länder från fem världsdelar. Latinska unionens officiella språk är franska, italienska, katalanska, portugisiska, rumänska och spanska.

## Medlemsstater

### Spanskspråkiga
- Argentina
- Bolivia
- Chile
- Colombia
- Costa Rica
- Ecuador
- El Salvador
- Filippinerna
- Guatemala
- Honduras
- Kuba
- Mexiko
- Nicaragua
- Panama
- Paraguay
- Peru
- Spanien
- Uruguay
- Venezuela

### Franskspråkiga
- Elfenbenskusten (Côte d'Ivoire)
- Frankrike
- Haiti
- Monaco
- Senegal

### Italienskspråkiga
- Italien
- San Marino

### Portugisiskspråkiga
- Angola
- Brasilien
- Guinea-Bissau
- Kap Verde
- Moçambique
- Portugal
- São Tomé och Príncipe
- Östtimor

### Rumänskspråkiga
- Moldavien
- Rumänien

### Katalanskspråkiga
- Andorra
- Spanien (Katalonien och Valencia (autonom region))